# Salah Beddiaf
Salah Beddiaf (né le 22 juin 1931 à Batna en Algérie et mort le 25 décembre 2020 à Firminy) est un athlète français, spécialiste des épreuves de fond et de cross-country. 

## Jeunesse
Salah Beddiaf prit la route des pistes très jeune et commença à courir dès l'âge de 12 ans. C'est en Algérie sous les couleurs de l'AS Batna, sa ville natale, qu'il fit ses débuts. 
Arrivé en France en 1950, il effectua son service militaire français dans le Tyrol (Autriche) où il se distingua en gagnant ses premières courses.

## Sa carrière
Le coureur ne décrocha cependant jamais le tant convoité titre olympique, mais il parvint à se démarquer en se positionnant, à deux reprises, sur la troisième marche du podium lors des championnats nationaux français de 1957 ainsi qu'en 1959. il s'inclina alors devant ses rivaux et amis Alain Mimoun suivi de près par Rhadi. 
Lors du Cross des Nations, constituant le championnat du monde de cross country, il conquit une médaille de bronze individuelle en 1959 et une médaille de bronze de bronze par équipe avec Michel Bernard, Jean Fayolle et Alain Mimoun en 1961. 

## Palmarès

### Cross des Nations (anciens Championnats du monde)
- Médaille de bronze du Cross des Nations le 21 avril 1959 à Lisbonne ( Portugal)
- 9e du Cross des Nations le 26 mars 1961 Nantes ( France)
- 16e du Cross des Nations le 26 mars 1960 Glasgow ( Royaume-Uni)
- 17e du Cross des Nations le 24 mars 1957 Waregem ( Belgique)
- 18e du Cross des Nations le 22 mars 1958 Cardiff ( Royaume-Uni)
- 19e du Cross des Nations le 24 mars 1962 Sheffield ( Royaume-Uni)
- 21e du Cross des Nations le 17 mars 1963 Saint-Sébastien ( Espagne)

### Championnats de France
- 3e en 1957 au championnat de France d'athlétisme , Stade Yves-du-Manoir, Colombes  ( France) , catégorie 10 000m.
- 3e en 1959 au championnat de France d'athlétisme , Stade Yves-du-Manoir, Colombes  ( France) , catégorie 10 000m.